# داني تشاونسي
داني تشاونسي (بالإنجليزية: Danny Chauncey)‏ هو عازف قيثارة أمريكي، ولد في 19 يونيو 1956 في سان فرانسيسكو في الولايات المتحدة.

## وصلات خارجية
- داني تشاونسي على موقع ميوزك برينز (الإنجليزية)